# Grand Prix automobile de Penya-Rhin
Le Grand Prix automobile de Penya-Rhin (Gran Premio de Penya Rhin, ou Coupe automobile de Barcelone) est un Grand Prix créé en 1921 et disparu en 1954, disputé sur les circuits de Sitges-Terramar, près de Barcelone, de Montjuïc et de Pedralbes, à Barcelone en Espagne.
L'épreuve a accueilli des courses de monoplaces, de voitures de sport. Initialement disputée à Sitges-Terramar de 1921 à 1923, l'épreuve  réapparaît en 1933 à Montjuïc et est disputée jusqu'en 1936. La Seconde Guerre mondiale signe un coup d'arrêt pour la course qui par la suite ne sera disputée qu'à quatre reprises de 1946 à 1954 à Pedralbes.

## Les différents circuits utilisés

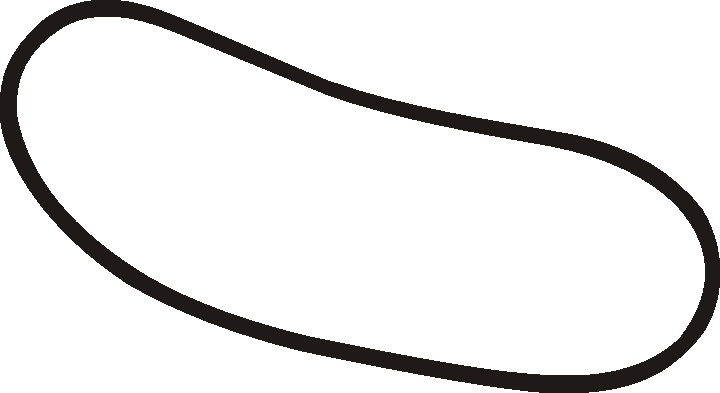
Circuit de Sitges-Terramar
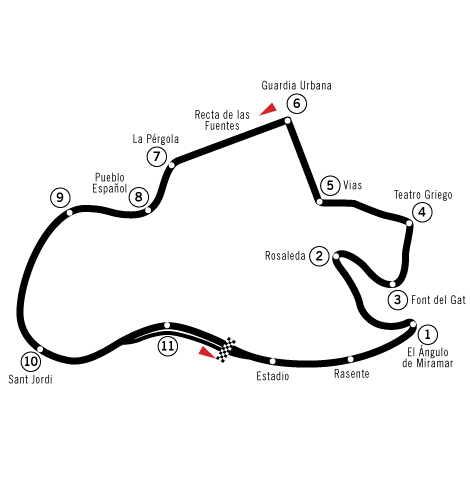
Circuit de Montjuïc
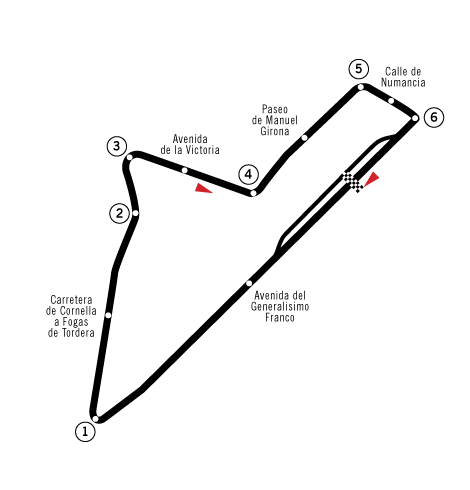
Circuit Pedralbes

## Palmarès
| Années    | Vainqueur           | Écurie        | Catégorie          | Circuit         | Résultats |
| --------- | ------------------- | ------------- | ------------------ | --------------- | --------- |
| 1921      | Pierre De Vizcaya   | Bugatti       | Voiturette         | Sitges-Terramar | Résultats |
| 1922      | Kenelm Lee Guinness | Talbot        | Voiturette         | Sitges-Terramar | Résultats |
| 1923      | Albert Divo         | Talbot        | Voiturette         | Sitges-Terramar | Résultats |
| 1924-1932 | Non couru           | Non couru     | Non couru          | Non couru       | Non couru |
| 1933      | Juan Zanelli        | Alfa Romeo    | Formule Grand Prix | Montjuïc        | Résultats |
| 1934      | Achille Varzi       | Alfa Romeo    | Formule Grand Prix | Montjuïc        | Résultats |
| 1935      | Luigi Fagioli       | Mercedes-Benz | Formule Grand Prix | Montjuïc        | Résultats |
| 1936      | Tazio Nuvolari      | Alfa Romeo    | Formule Grand Prix | Montjuïc        | Résultats |
| 1937-1945 | Non couru           | Non couru     | Non couru          | Non couru       |           |
| 1946      | Giorgio Pelassa     | Maserati      | Formule Grand Prix | Pedralbes       | Résultats |
| 1947      | Non couru           | Non couru     | Non couru          | Non couru       |           |
| 1948      | Luigi Villoresi     | Maserati      | Formule Grand Prix | Pedralbes       | Résultats |
| 1949      | Non couru           | Non couru     | Non couru          | Non couru       |           |
| 1950      | Alberto Ascari      | Ferrari       | Formule 1          | Pedralbes       | Résultats |
| 1951-1953 | Non couru           | Non couru     | Non couru          | Non couru       |           |
| 1954      | François Picard     | Ferrari       | Sport              | Pedralbes       | Résultats |

## Galerie

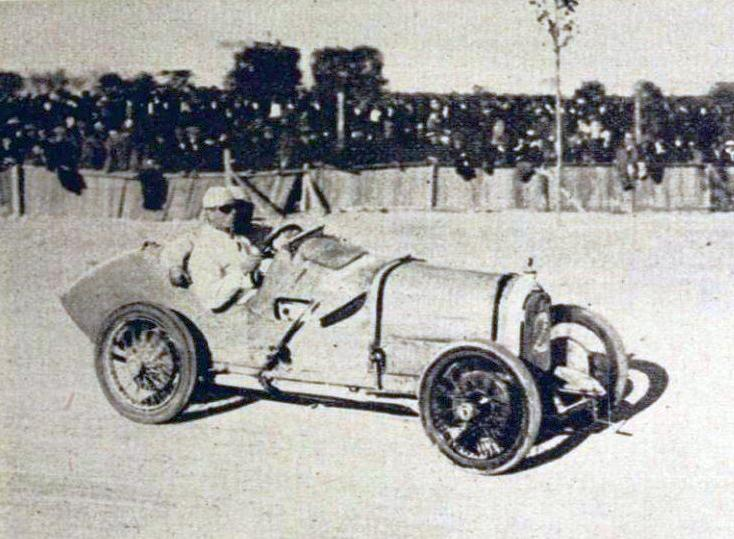
Lee Guiness, vainqueur du Grand Prix en 1922.
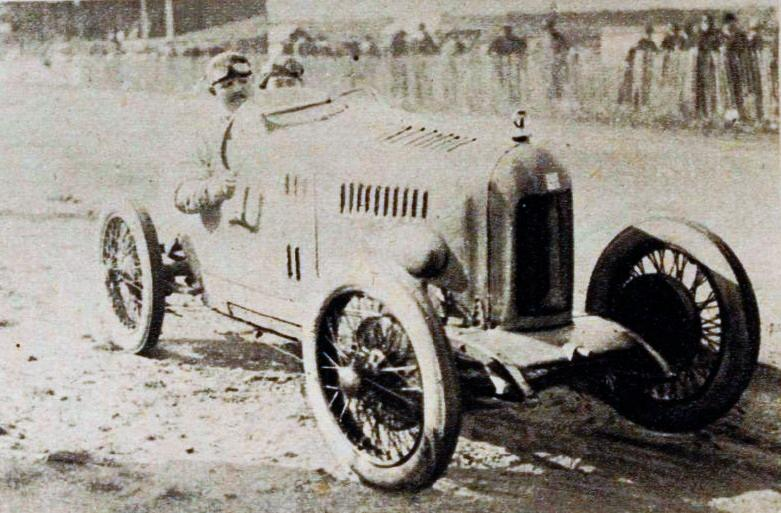
Albert Divo, vainqueur du Grand Prix en 1923.
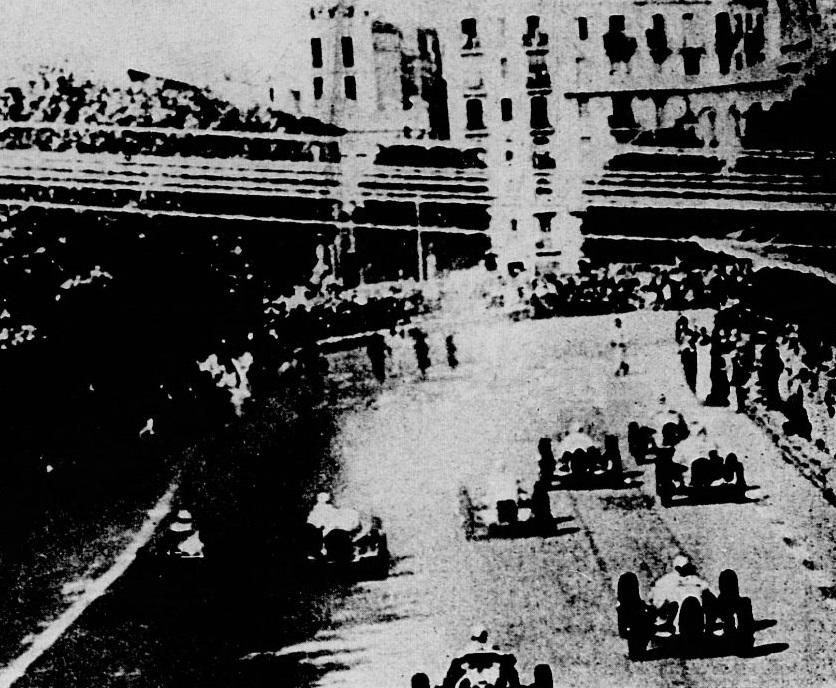
Départ du Grand Prix en 1936 (victoire de Nuvolari sur Alfa Romeo 12C-36).

## Crédit d'auteurs
- (en) Cet article est partiellement ou en totalité issu de l’article de Wikipédia en anglais intitulé « Penya Rhin Grand Prix » (voir la liste des auteurs).